# 하마카제 (열차)
하마카제(일본어: はまかぜ)는 일본의 철도 회사인 서일본 여객철도가 운행하는 특급 열차이다. 오사카역 ~ 가스미역·하마사카역·돗토리역 사이를 도카이도 본선·산요 본선 (JR 고베 선)·반탄 선·산인 본선을 통해 잇고 있다. 서일본 여객철도의 기타긴키 지방 특급 운행 체계인 "기타킨키 빅 X 네트워크"의 한 축을 형성하고 있다.

## 운행
오사카 역 ~ 가스미 역 사이 (3·6호), 오사카 역 ~ 하마사카 역 사이 (1·4호), 오사카 역 ~ 돗토리 역 사이(2·5호)에서 각각 왕복 1편씩, 총 왕복 3편이 운행되고 있다. 이 중 3·6호는 성수기에 하마사카 역까지 연장 운행한다. 또한, 임시 열차로 오사카 역 ~ 하마사카 역 사이를 운행하는 열차가 왕복 1편 (88호·89호) 설정되어 있다. 히메지역에서는 스위치백을 통해 반탄 선으로 진입한다.

### 정차역
괄호 안의 역은 겨울 성수기에만 정차하는 역이다.
- 오사카 역 - 산노미야역 - 고베역 - 아카시역 - (가코가와역) - 히메지역 - 후쿠사키역 - 데라마에역 - 이쿠노역 - 와다야마역 - 요카역 - 에바라역 - 도요오카역 - 기노사키온센역 - 다케노역 - (사쓰역) - 가스미 역 - 하마사카 역 - 이와미역 - 돗토리 역

### 사용 차량
2010년 11월에 키하 181계 기동차를 대신하기 위해 도입되어, 현재 교토 종합 운전소에 소속되어 있는 키하 189계 기동차가 투입되고 있다. 그린차는 편성되어 있지 않으며, 3량 편성 중 1 ~ 2량은 지정석 칸이다. 성수기에는 2편성을 중련해 6량 편성으로 운행된다.

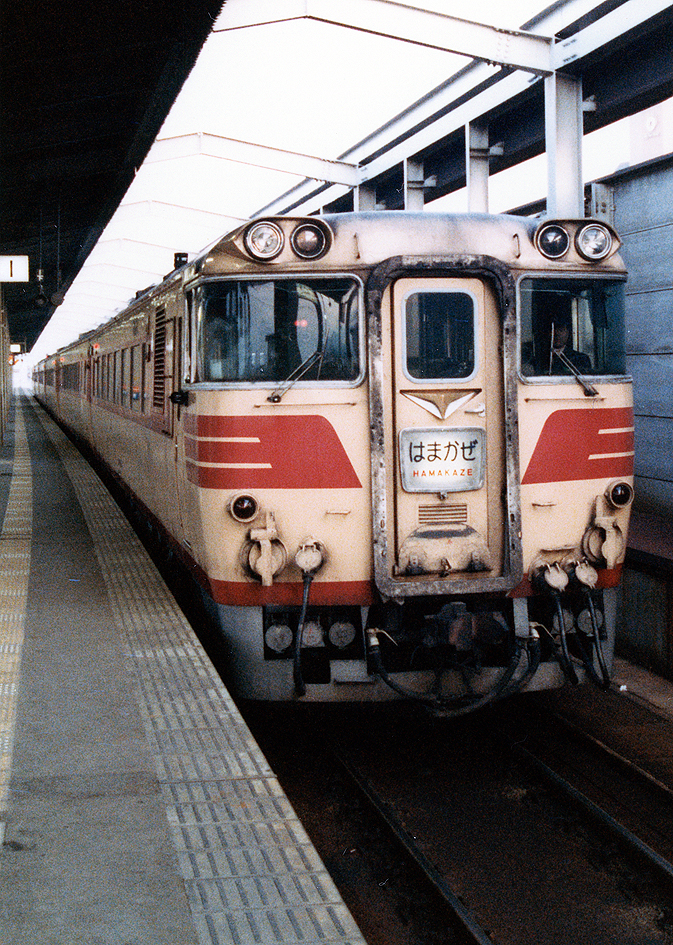
1982년, 키하 80계 기동차로 운행되던 하마카제
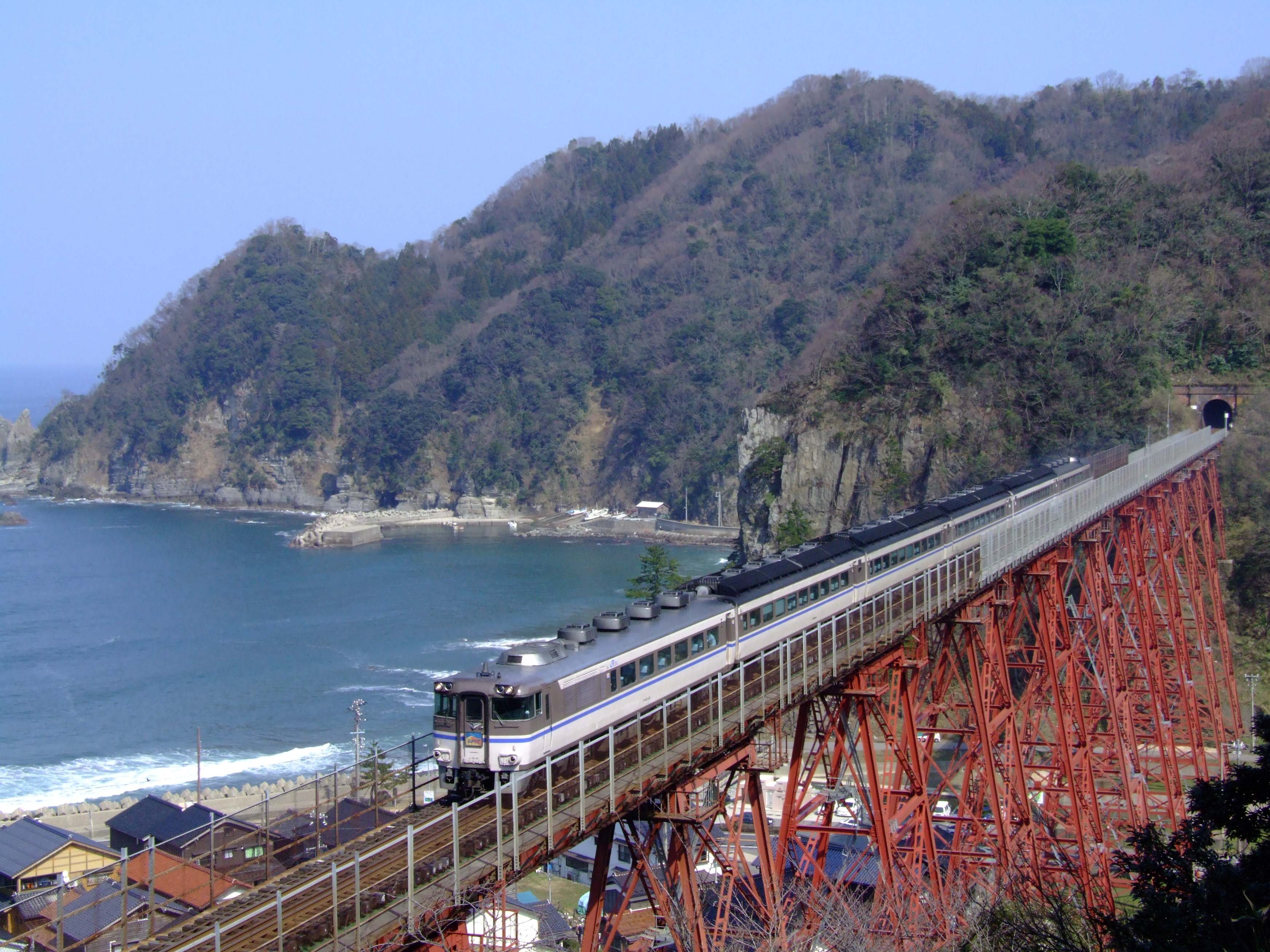
2006년, 아마루베 철교를 통과하는 하마카제
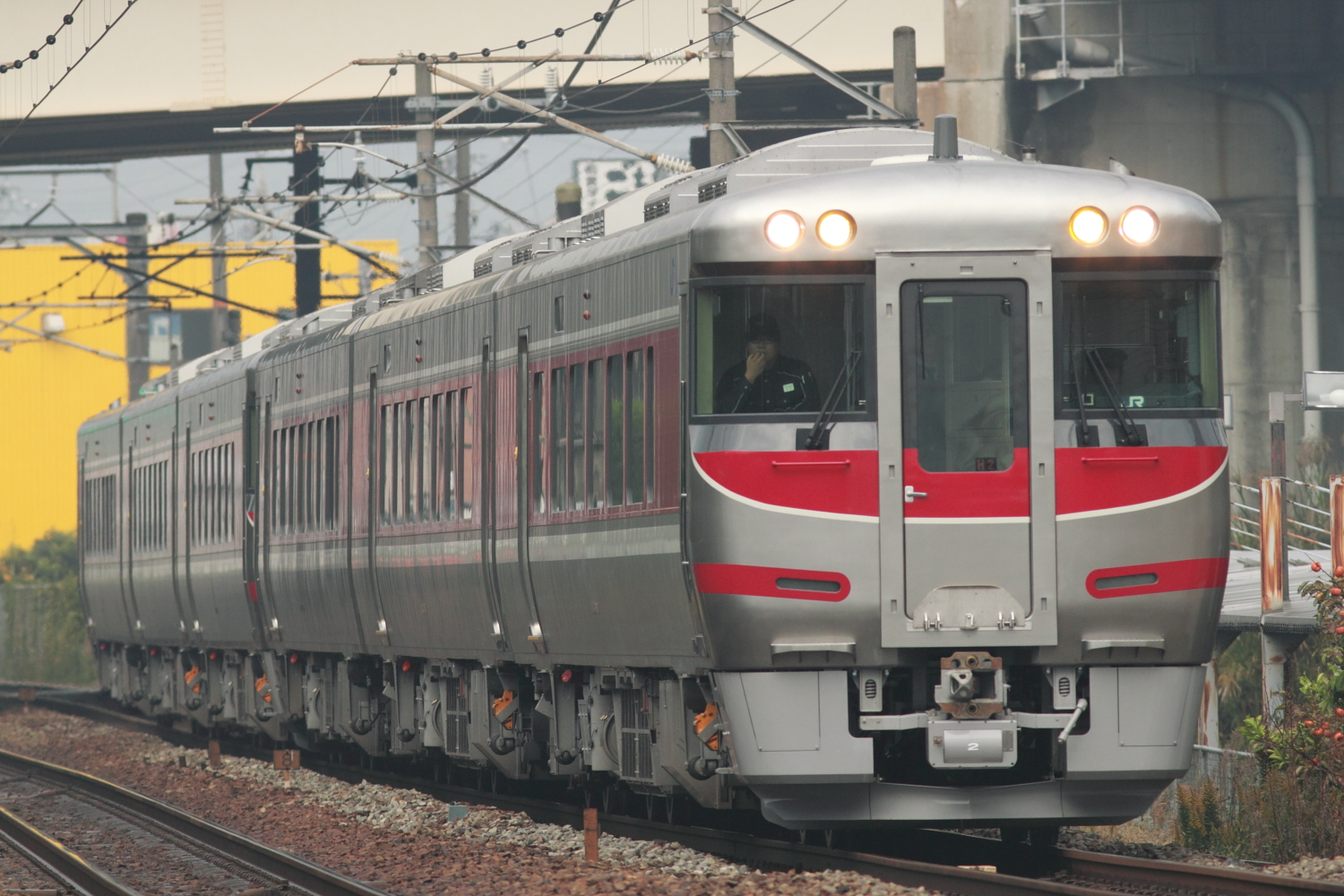
현재의 하마카제

## 임시 열차

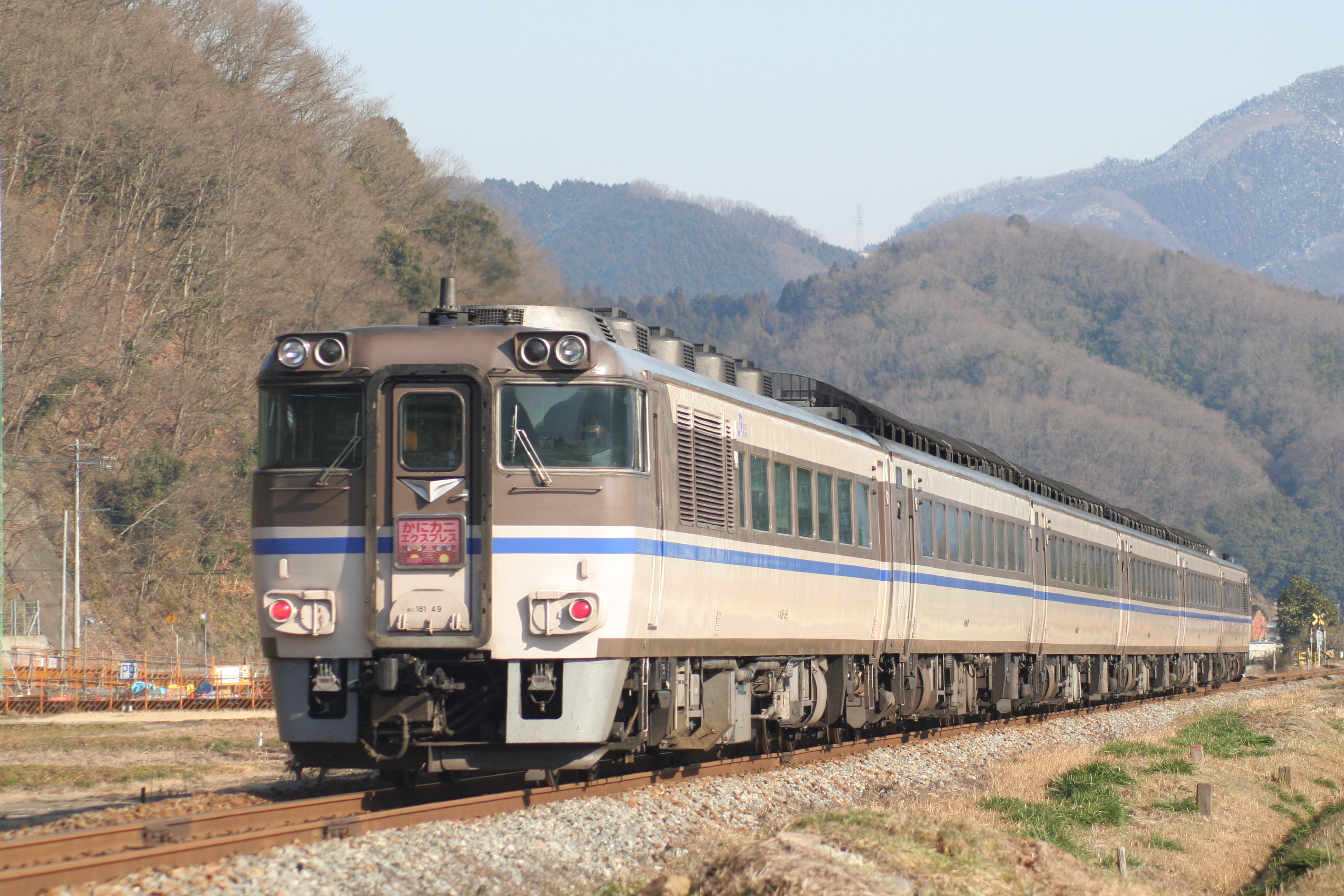
카니카니 하마카제 호 (2010년 1월 17일)

### 카니카니 하마카제
1999년부터 산인 본선과 가까운 동해 연안에 게가 출몰하는 시기인 11월부터 3월 사이에, 서일본 여객철도가 "카니카니 당일치기 익스프레스" (かにカニ日帰りエクスプレス 가니카니 히카에리 에쿠스푸레스[*])를 발행하는 기간 동안 "카니카니 익스프레스" (かにカニエクスプレス)가 오사카 역 ~ 하마사카 역 사이에서 왕복 1편이 운행되고 있다. 원래는 아마루베 철교 옛 교량의 안전성 문제로 가스미 역까지만 운행되어 왔으나, 2010년 하반기 아마루베 철교의 새 교량의 사용을 개시하면서 지역 주민들의 청원을 수용하여 연장 운행을 하게 되었다.
정차역은 하마카제 호와 동일하며, 성수기에는 가코가와 역과 사쓰 역에도 정처하지만, 이쿠노 역, 요카 역, 에바라 역은 통과한다.

## 참고 문헌
- 미야카 도시히코, 데라모토 미쓰테루, 《일본국유철도·JR 임시 열차 핸드북》, 신진부쓰오라이샤, 78쪽, 116쪽.